# Saint-Régis-du-Coin
Saint-Régis-du-Coin település Franciaországban, Loire megyében. Lakosainak száma 416 fő (2022. január 1.). Saint-Régis-du-Coin La Versanne, Riotord, Marlhes, Saint-Genest-Malifaux és Saint-Sauveur-en-Rue községekkel határos.

## Népesség
A település népessége az elmúlt években az alábbi módon változott:
| Lakosok száma | 333  | 292  | 283  | 371  | 379  | 379  | 387  | 402  | 411  | 416  |
|               | 1968 | 1982 | 1990 | 2006 | 2013 | 2015 | 2017 | 2019 | 2020 | 2022 |